# Salvación (Perú)

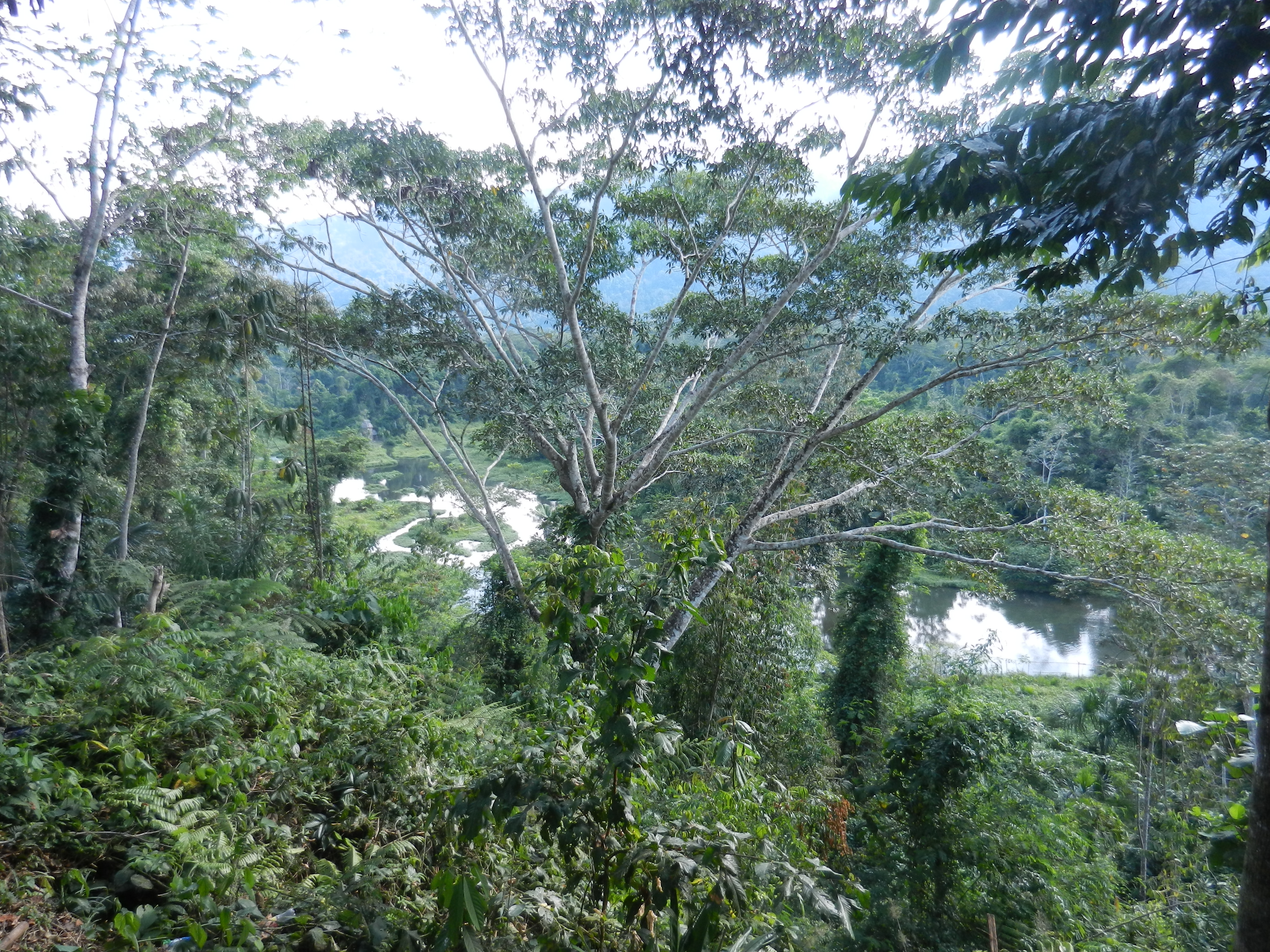
La cocha Machuhuasi en Villa Salvación.

Villa Salvación es un localidad peruana, capital de la provincia y distrito del Manu, en el departamento de Madre de Dios en el Sur del Perú. Tiene una población de 1,272 habitantes acorde al censo nacional XII de población y VII de vivienda del año 2017.

## Historia
En el año 1912, La capital de Manu fue el poblado del mismo nombre (Actual Boca Manu), debido a problemas de organización territorial, el 9 de junio de 2000, deciden mover la capital hacia el centro poblado de Salvación, elevándolo a villa.

## Transporte
El acceso a Villa Salvación se da en las vías:
- Terrestre: La vía conecta desde la estación de Huambutio en Cusco, por la carretera que conecta la provincia de Paucartambo hacia el norte (Ruta CU-113), hasta el puerto pequeño de Itahuanía. La población está a 8.5 km hasta la frontera Cusco con Madre de Dios  (Ruta MD 103), cerca al futuro puente Rocotales.
- Fluvial: La vía fluvial está a 533.13 km desde Puerto Maldonado por el rio Madre de Dios.

## Clima
| Parámetros climáticos promedio de Salvación | Parámetros climáticos promedio de Salvación | Parámetros climáticos promedio de Salvación | Parámetros climáticos promedio de Salvación | Parámetros climáticos promedio de Salvación | Parámetros climáticos promedio de Salvación | Parámetros climáticos promedio de Salvación | Parámetros climáticos promedio de Salvación | Parámetros climáticos promedio de Salvación | Parámetros climáticos promedio de Salvación | Parámetros climáticos promedio de Salvación | Parámetros climáticos promedio de Salvación | Parámetros climáticos promedio de Salvación | Parámetros climáticos promedio de Salvación |
| Mes                                         | Ene.                                        | Feb.                                        | Mar.                                        | Abr.                                        | May.                                        | Jun.                                        | Jul.                                        | Ago.                                        | Sep.                                        | Oct.                                        | Nov.                                        | Dic.                                        | Anual                                       |
| ------------------------------------------- | ------------------------------------------- | ------------------------------------------- | ------------------------------------------- | ------------------------------------------- | ------------------------------------------- | ------------------------------------------- | ------------------------------------------- | ------------------------------------------- | ------------------------------------------- | ------------------------------------------- | ------------------------------------------- | ------------------------------------------- | ------------------------------------------- |
| Temp. máx. media (°C)                       | 29.7                                        | 29.6                                        | 29.8                                        | 30.3                                        | 29.5                                        | 28.6                                        | 28.5                                        | 30.4                                        | 30.3                                        | 30.9                                        | 30.6                                        | 29.7                                        | 29.8                                        |
| Temp. media (°C)                            | 24.8                                        | 24.8                                        | 24.7                                        | 24.8                                        | 24                                          | 23.2                                        | 23                                          | 24.3                                        | 24.4                                        | 25.3                                        | 25.2                                        | 24.7                                        | 24.4                                        |
| Temp. mín. media (°C)                       | 19.9                                        | 20.1                                        | 19.7                                        | 19.4                                        | 18.6                                        | 17.8                                        | 17.5                                        | 18.2                                        | 18.5                                        | 19.7                                        | 19.8                                        | 19.8                                        | 19.1                                        |
| Fuente: climate-data.org                    |                                             |                                             |                                             |                                             |                                             |                                             |                                             |                                             |                                             |                                             |                                             |                                             |                                             |